# 愛媛県立新居浜東高等学校
愛媛県立新居浜東高等学校（えひめけんりつにいはまひがしこうとうがっこう）は、愛媛県新居浜市にある高等学校。

## 設置学科
- 全日制
  - 普通科
    - スポーツコース

## 沿革
- 1901年（明治34年） - 新居郡立農学校を設立。
- 1922年（大正11年） - 県立に移管し愛媛県立新居農業学校となる。
- 1940年（昭和15年） - 新居浜市立新居浜中学校設立認可。
- 1941年（昭和16年） - 県立に移管、愛媛県立新居浜中学校と改称。
- 1944年（昭和19年） - 新居浜市立女子商業学校を設立。
- 1948年（昭和23年） - 新居浜中学校を愛媛県立新居浜第一高等学校、新居農業学校を愛媛県立新居浜農業高等学校と改称、女子商業学校を県立に移管して愛媛県立新居浜商業高等学校とし、新制学校として発足。
- 1949年（昭和24年） - 新制高等学校の再編成により、愛媛県立新居浜第一高等学校、愛媛県立新居浜商業高等学校及び愛媛県立新居浜農業高等学校を統合、愛媛県立新居浜東高等学校と改称。
- 1953年（昭和28年） - 農業科廃止。
- 1962年（昭和37年） - 商業科廃止。なお、1960年（昭和35年）に新居浜市立商業高等学校（のちの愛媛県立新居浜商業高等学校）が設置されている。
- 2025年（令和7年）- 健康スポーツコースを「健康スポーツ科」として独立改編予定[1]

## 主なOB・OG
- 藤田元司 - 元読売ジャイアンツ監督（愛媛県立西条北高等学校へ転校）・故人
- 飯尾為男 - 元プロ野球選手（プロ入りのため中退）
- 古沢憲司 - 元プロ野球選手（プロ入りのため中退）
- 愛川ゆず季 - タレント、グラビアアイドル
- 渡辺高博 - 新居浜市議会議員、元陸上選手（バルセロナ五輪日本代表、元400m高校記録保持者）
- 星田悠 - 競泳選手
- 鴨田勝雄 -元法政大学野球部監督・故人
- 佐々木龍 -前新居浜市長
- 石川勝行 -新居浜市長
- 伊藤武志 -元新居浜市長